# Фридман, Галь
Галь Фри́дман (ивр. גל פרידמן‎, род. 16 сентября 1975, Хадера, Израиль) — израильский яхтсмен-виндсёрфер, первый олимпийский чемпион в истории Израиля (и до 2021 года был единственным).

## Биография
Начал заниматься парусным спортом в 7 лет, а в 11 уже принимал участие в соревнованиях.
На Олимпиаде 1996 года в Атланте 20-летний Галь выиграл бронзу на парусной доске (класс «Мистраль»), уступив греку Никосу Какламанакису и аргентинцу Карлосу Эспиноле. Для Израиля эта бронза стала единственной медалью, завоёванной на Олимпиаде в Атланте. По итогам 1996 года Фридман был признан лучшим спортсменом года в Израиле.
Спустя 8 лет на Играх в Афинах Фридман перед последней 11-й гонкой в том же классе «Мистраль» шёл на втором месте, уступая бразильцу Рикардо «Бимба» Сантосу. Однако Сантос грубо ошибся в последней гонке и занял в ней лишь 17-е место, тогда как Фридман пришёл вторым и по сумме 11 гонок выиграл олимпийское золото, опередив Какламанакиса и британца Ника Демпси. Сантос же остался на 4-м месте. Фридман стал первым олимпийским чемпионом от Израиля и первым израильтянином, выигравшим 2 олимпийские награды. Специально для присутствия на церемонии награждения Фридмана в Афины вылетела министр образования, культуры и спорта Израиля Лимор Ливнат. Свою победу Галь посвятил памяти 11 израильских спортсменов, убитых во время террористической атаки на Олимпиаде 1972 года в Мюнхене.
Во время подготовки к Олимпийским играм 2008 года Фридман обнаружил, что ему трудно даётся переход на новую модель доски RS:X, пришедшую на смену Мистралю. В итоге Фридман не сумел отобраться на Олимпийские игры, а вместо него в виндсёрфинге от Израиля выступил 21-летний Шахар Цубери и выиграл бронзу.
Со временем Фридман переключился на тренерскую работу, в частности он помогал в подготовке Нимроду Машиаху, выигравшему серебро на чемпионате мира 2009 года.
Кроме олимпийских успехов Фридмана, можно отметить его победу на чемпионате мира в классе «Мистраль» в 2002 году, а также 3 награды чемпионатов Европы (1995, 1997 и 2002) в этом же классе.
В 2005 году выиграл золото на чемпионате Израиля по велоспорту.
В 2005 году Галь Фридман был включён в Международный еврейский спортивный зал славы.

## Интересные факты
- «Галь» на иврите означает волна.